# Іванівка (Шахівська сільська громада)
Іва́нівка — село в Україні, у Шахівській сільській територіальній громаді Покровського району Донецької області.

## Історія
У середині 1918 року в районі села Іванівки діяв загін махновців.
У загоні були місцеві селяни: Мойсей Мілюков і брати Ізотови - Омелян і Костянтин.
Загін перевдягнутий у гайдамаків, намагався вбити пана Енегеля. У відповідь на це будинки місцевих партизанів були спалені.
У 1923 році в селі було дві ковальні.
27 липня 2015 року  село увійшло до складу новоствореної Шахівської сільської громади.

## Жертви сталінських репресій
- Лаптєв Ілля Пилипович, 1924 року народження, село Іванівка Добропільського району Донецької області, росіянин, освіта вища, безпартійний. Проживав у селі Іванівка Добропільського району Сталінської (Донецької) області. Не працював. Заарештований 29 вересня 1943 року. Даних про вирок немає. Реабілітований у 1990 році.
- Переверзєв Ілля Акимович, 1901 року народження, село Борки Суржанського району Курської області, росіянин, освіта початкова, безпартійний. Проживав у хуторі Іванівка Добропільського району Донецької області. Робітник радгоспу “Кучерів Яр”. Заарештований 29 квітня 1938 року. Засуджений трійкою УНКВС по Донецькій області до розстрілу. Даних про виконання вироку немає. Реабілітований у 1989 році.
- Савостянов Іван Миколайович, 1912 року народження, село Св’ятогорівка Добропільського району Донецької області, українець, освіта початкова, безпартійний. Проживав у хуторі Іванівка Добропільського району Сталінської (Донецької)  області. Охоронець шахти № 17/18. Заарештований 9 грудня 1945 року. Військовим трибуналом військ НКВС по Донецькій області засуджений на 10 років ВТТ з позбавленням прав на 5 років та конфіскацією майна. Реабілітований у 1946 році.